# 16號堪薩斯州州道
16號堪薩斯州州道（英語：Kansas State Highway 16，簡稱K-16）為美国堪薩斯州一條南北向的州级公路，全长114.460英里（184.206），西起賴利縣蘭道夫以北，与77号美国国道相交，东至萊文沃思縣通加諾克西。